# 奥ノ木信夫
奥ノ木 信夫（おくのき のぶお、1951年〈昭和26年〉4月29日 - ）は、日本の政治家。埼玉県川口市長（3期）。
埼玉県議会議員（5期）、川口市議会議員（1期）を歴任した。

## 来歴
埼玉県川口市西川口出身。父は川口市議会議員や埼玉県議会議員（第89代議長）を務めた奥ノ木徳二。
西川口幼稚園、川口市立仲町小学校、川口市立仲町中学校、埼玉県立浦和高等学校卒業。1975年3月、早稲田大学法学部卒業。
1991年4月、川口市議会議員選挙に出馬し、初当選。1995年4月、埼玉県議会議員選挙に自由民主党公認で出馬し、初当選。2009年3月から2010年3月まで埼玉県議会議長をつとめた。
2013年12月25日、川口市長の岡村幸四郎が急性腎不全のため在任死去。翌年の2014年1月14日、奥ノ木は川口市長選挙に出馬するために県議を辞職。
2014年2月9日に行われた川口市長選挙に、自由民主党と公明党の推薦を得て無所属で出馬。元県議の田中千裕、日本共産党推薦の峯理美子、元市議の近藤豊らを破り初当選した。投票率は27.32%で、過去最低となった。同日、市長に就任。
※当日有権者数：455,665人 最終投票率：27.32%（前回比：1.86pts）
| 候補者名   | 年齢 | 所属党派 | 新旧別 | 得票数   | 得票率 | 推薦・支持                 |
| ---------- | ---- | -------- | ------ | -------- | ------ | -------------------------- |
| 奥ノ木信夫 | 62   | 無所属   | 新     | 51,036票 | 41.73% | （推薦）自由民主党・公明党 |
| 田中千裕   | 65   | 無所属   | 新     | 40,773票 | 33.34% |                            |
| 峯理美子   | 63   | 無所属   | 新     | 16,389票 | 13.40% | （推薦）日本共産党         |
| 近藤豊     | 52   | 無所属   | 新     | 14,099票 | 11.53% |                            |

2018年2月4日に行われた川口市長選挙では、再び自民党と公明党の推薦を得て無所属で出馬し、共産党が推薦・社民党川口総支部が支持する元埼玉県議を破り再選した。投票率は22.9％で、過去最低を更新した。
2022年2月6日に行われた川口市長選挙では、自民党・公明党の推薦を得て無所属で出馬し3選。投票率は21.67%で、またも過去最低を更新した。

## 人物
- 2019年8月25日に行われた埼玉県知事選挙では自民党が擁立した青島健太ではなく、野党統一候補の大野元裕を支持した[10]。

- 2019年9月8日、市内の高校1年生が、川口市立榛松中学校在校時に受けたいじめを苦にして「教育委員会は大ウソつき」との走り書きを残して飛び降り自殺。9月12日の市議会一般質問で茂呂修平教育長が謝罪し、「遺族とまだ会っていない」と答えた。議場や傍聴席からは「市議会で謝罪するより、遺族が先ではないか」と批判の声が上がった[11]。また、別の市内中学校の元男子生徒が、いじめで不登校となったのは学校や市教育委員会の対応が不適切だったとして市に損害賠償を求める訴訟を起こした。9月18日、川口市は口頭弁論において、いじめ防止対策推進法について「欠陥がある」とし、市側に不法行為はないと主張。法を執行する立場の自治体が法を否定する異例の主張で、識者から「危険な発想だ」と批判が出た[12]。市の対応の不手際が次々と明るみとなる中[13]、奥ノ木は9月議会に茂呂修平教育長の再任議案を提出。最終日の9月27日、再任議案は賛成多数で可決。責任論が浮上している教育長の人事案件をめぐり、議会は紛糾した[14]。奥ノ木は「いじめ問題について教育長は自ら直接対応する努力をしている」と答弁した[15]。

- 昆虫と子どもが好きで、小学生と一緒にヤゴ（トンボの幼虫）を学校のプールから救い出す[16]など、自然保護にも力を入れている。自宅でヤゴを羽化するまで育てることが長年の趣味[17]。

- 2024年5月28日、川口市や隣接する蕨市で在住クルド人らを非難するデモが相次いでいることについて「外部の人が来てやっているという認識。地元の人がやっているという情報は1回も聞いたことがない。外国人排斥につながり、よろしくない」と述べた[18]。仮放免中の外国人を含むクルド人の問題については、以前から国に厳正な対応を求めるとともに、仮放免者が最低限の生活を送れる仕組みづくりを要望し、共生社会の実現を目指す立場を示している[19]。こうした発言を受けて、2024年6月11日にX（旧Twitter）上で殺害予告が投稿され、奥ノ木は被害届を提出。埼玉県警川口署が脅迫容疑で捜査に乗り出し、同年11月には県外在住の男が書類送検された[20][21][22]。この殺害予告は、テレビ番組などでのクルド人に関する発言を引用したSNS投稿に対して行われたものであり、奥ノ木は「一部の外国人の違法行為には国に厳正な対応を求めているが、政府が責任を持って仮放免を実施する限り、最低限の生活ができる仕組みを作るべきだと訴えている。クルド人を特別に擁護しているわけではない」と説明している[21]。